# Aphasius ritsemae
Aphasius ritsemae är en insektsart som beskrevs av Henri Saussure 1878. Aphasius ritsemae ingår i släktet Aphasius och familjen syrsor. Inga underarter finns listade i Catalogue of Life.